# 大望路站
大望路站是一个位于中国北京市朝阳区建外街道、八里庄街道与高碑店地区交界建国路、西大望路交叉口，属于北京地铁1号线和14号线的地铁换乘站。1号线的部分于1999年9月28日开通，而14号线的部分于2015年12月26日开通。
正在建设的28号线也将在此设站，使本站形成3线换乘站。

## 位置及名称
这个站位于建國路與西大望路交界上、大望桥下。
由于邻近北京第一热电厂，在复八线规划中被称为热电厂站（当时的“八王坟站”指四惠站）。又因大望桥西南侧乃阿济格墓原址，而阿济格乃努尔哈赤皇子，称八贝勒，附近一带因此得地名“八王坟”，故开通时称八王坟站。然而有人认为“坟”字不雅，于是在2000年6月复八线与1号线贯通运营时，改以邻近的“西大望路”命名，因此该站附近并不存在名为“大望路”的一条路（同时也并不存在“东大望路”）。然而附近的公交站仍然以八王坟命名。

## 车站结构

### 楼层分布
| 地面                              | 地面                                 | A－H出入口                     |
| 地下一层 1号线站厅层              | 1号线站厅                            | 安全检查、自动售票机、客服中心 |
| 地下二层 1号线站台层 14号线站厅层 | 14号线站厅                           | 安全检查、自动售票机、客服中心 |
| 地下二层 1号线站台层 14号线站厅层 | 1号线往古城（国贸）                  |                                |
| 地下二层 1号线站台层 14号线站厅层 | 島式月台，左側開门                   |                                |
| 地下二层 1号线站台层 14号线站厅层 | 1号线往环球度假区（八通线） （四惠） |                                |
| 地下三层 14号线站台层             |                                      | 14号线往张郭庄（九龙山）       |
| 地下三层 14号线站台层             | 島式月台，左側開门                   |                                |
| 地下三层 14号线站台层             | 14号线往善各庄（金台路）             |                                |

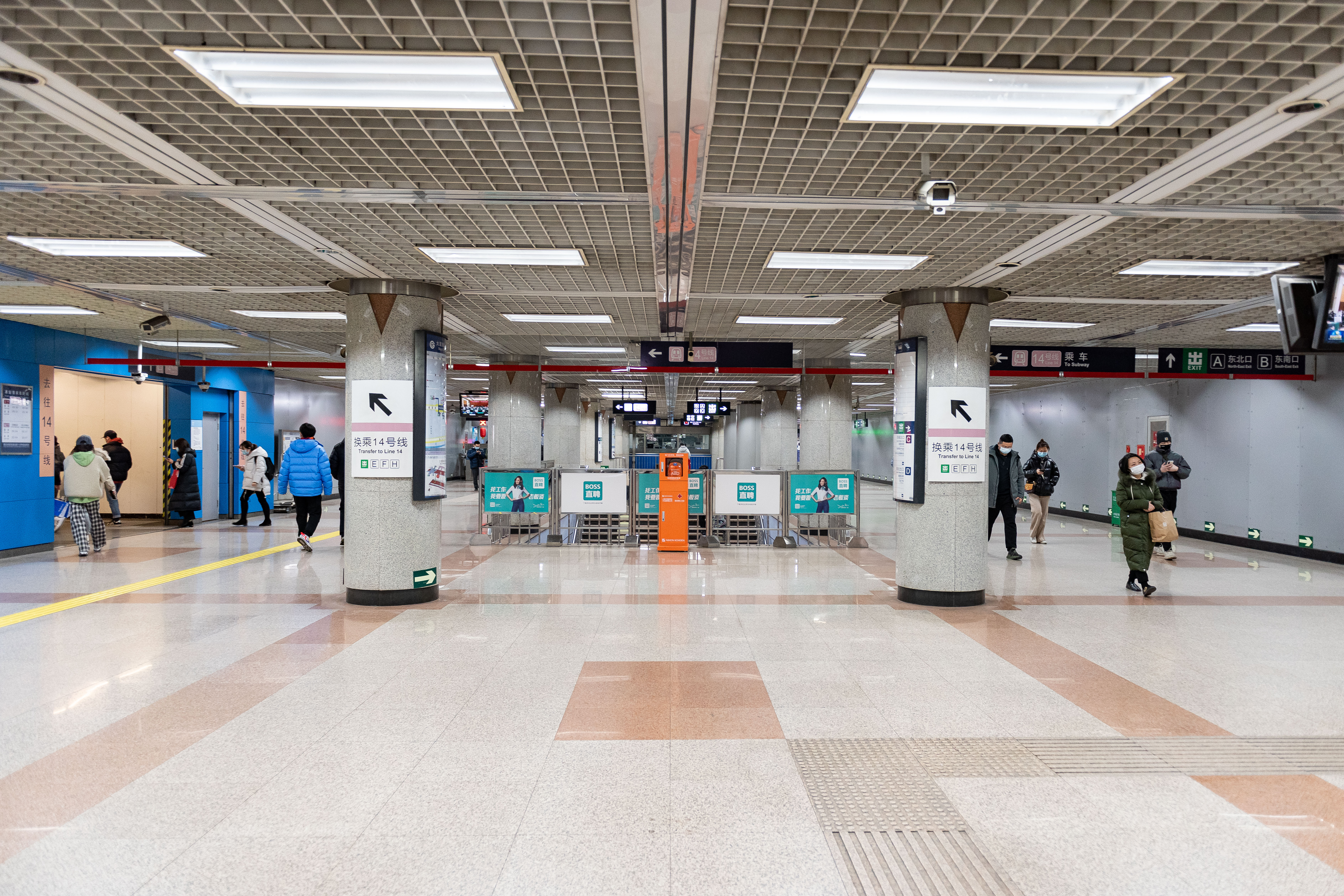
大望路站1号线站厅 （2021年2月摄）
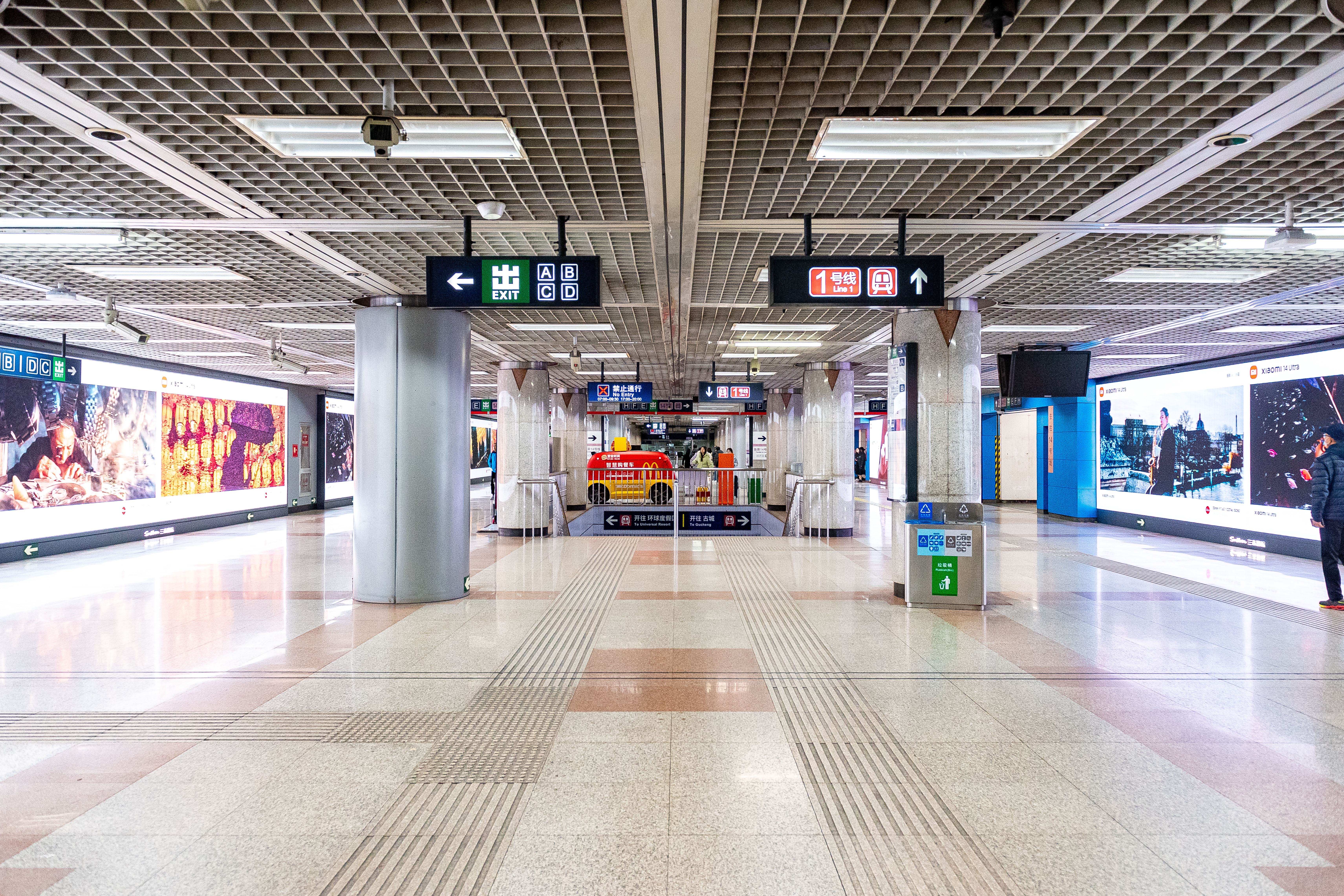
大望路站1号线站厅 （2024年3月摄）
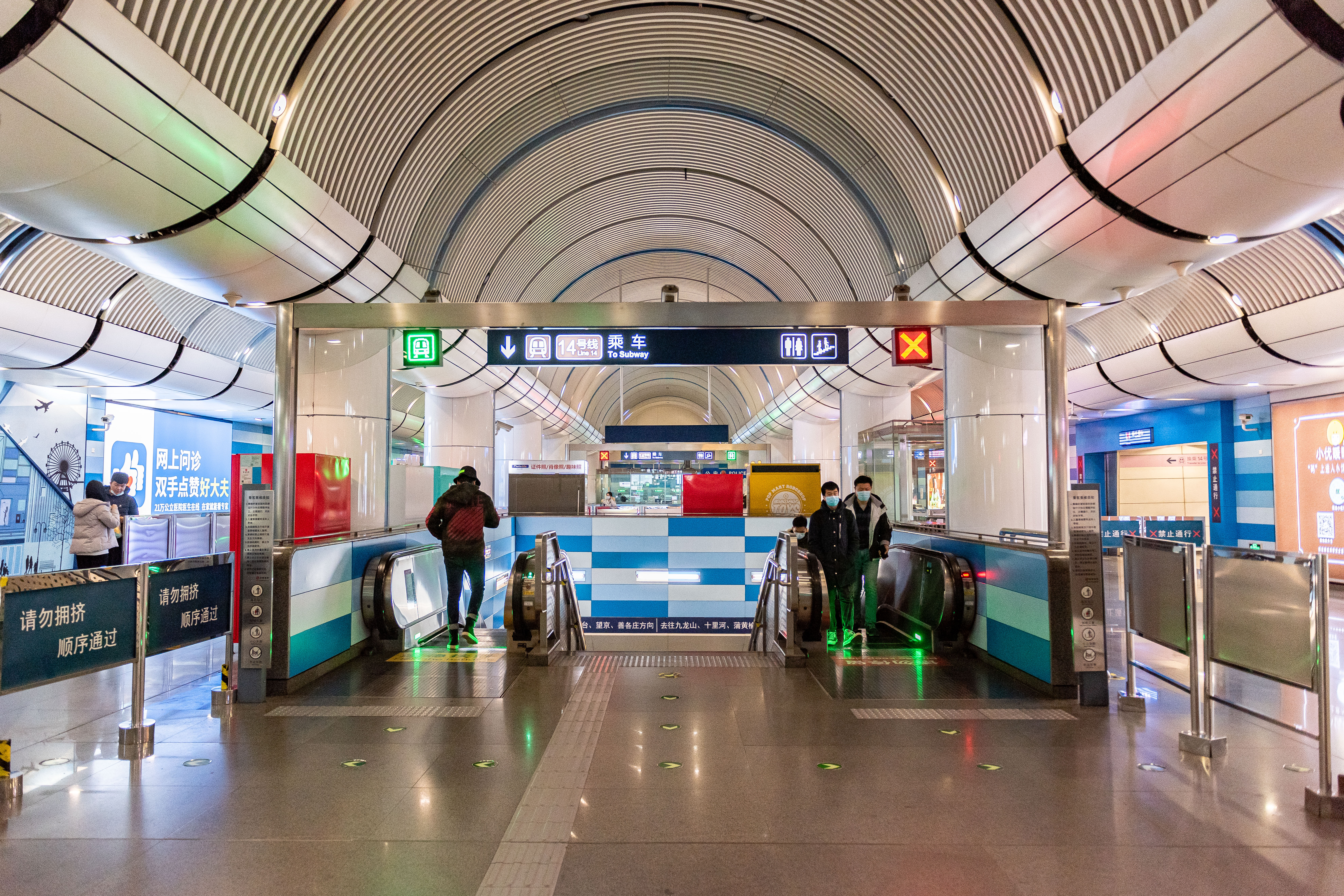
大望路站14号线站厅 （2021年2月摄）

### 站厅
1号线大望路站站厅位于西大望路与建国路交叉口西侧、建国路的地下，北面为换乘通道出入口。14号线站厅位于路口北侧、西大望路的地下，西面为换乘通道出入口，东面设有由中央美术学院建筑学院教师郭立明设计、题为《朝九晚五》的壁画。两线站厅由双向换乘通道连接，换乘通道内设有4组自动扶梯。

### 站台
1号线大望路站站台位于建国路地底，为岛式站台；14号线大望路站站台亦是岛式站台，位于西大望路地底。

## 出入口
这个地铁站一共有7个出口：A东北、B东南、C西南、D西北、E西北、F东北、H西南，其中E口设有垂直电梯。
|                             |                  |                                                          |      |            |
|                             |                  |                                                          |      |            |
|                             |                  |                                                          |      |            |
| 编号                        | 指示             | 建议前往的目的地                                         | 照片 | 无障碍设施 |
| 连通 1号线站厅              |                  |                                                          |      |            |
| 出口 · A · 轮椅升降台标志   | 建国路（北侧）   | 华贸中心、北京SKP                                        |      |            |
| 出口 · B                    | 建国路（南侧）   | 八王坟长途汽车站、外企大厦                               |      | 不適用     |
| 出口 · C                    | 建国路（南侧）   |                                                          |      | 不適用     |
| 出口 · D · 轮椅升降台标志   | 建国路（北侧）   | 万达广场、中国社会科学报社、新世界百货大望路店、金地中心 |      |            |
| 连通 14号线站厅             |                  |                                                          |      |            |
| 出口 · E · 升降机标志       | 西大望路（西侧） | 景辉街、蓝堡国际公寓、光辉里                             |      |            |
| 出口 · F                    | 西大望路（东侧） | 北京SKP                                                  |      | 不適用     |
| 出口 · H                    | 西大望路过街通道 |                                                          |      | 不適用     |
| 註： 設有 \| 設有輪椅升降台 |                  |                                                          |      |            |